# Sur del Atlántico (Colombia)
Sur es una de las cinco subdivisiones del departamento colombiano del Atlántico. Se ubica en el sur del departamento y está integrada por los siguientes 6 municipios:
| Bandera | Nombre           | Altitud (m s. n. m.) | Temperatura promedio (°C) | Área (km²) | Habitantes (2022) | Año de fundación |
| ------- | ---------------- | -------------------- | ------------------------- | ---------- | ----------------- | ---------------- |
|         | Campo de la Cruz | 7                    | 28                        | 33         | 24 596            | 1634             |
|         | Candelaria       | 8                    | 28                        | 143        | 17 430            | 1760             |
|         | Manatí           | 10                   | 28                        | 206        | 21 488            | 1680             |
|         | Repelón          | 9                    | 29                        | 330        | 28 493            | 1848             |
|         | Santa Lucía      | 8                    | 28                        | 84         | 17 593            | 1874             |
|         | Suan             | 8                    | 33                        | 55         | 12 959            | 1827             |

Hasta el año 2010 el municipio de Luruaco pertenecía a la subregión, pero luego fue asignada a la subregión del Centro.